# Wolfgang Tillmans
Wolfgang Tillmans (n. 16 de agosto de 1968) es un fotógrafo y artista conceptual alemán que trabaja en Londres y Berlín. Su obra emplea la investigación sobre los conceptos básicos de la fotografía y la realización de instalaciones. Reivindica lo directo y lo auténtico. Ha sido el primer artista no británico en recibir el premio Turner.
Nació en 1968 en Remscheid aunque en 1987 se trasladó a Hamburgo donde estuvo trabajando de telefonista y comenzó su trabajo investigador empleando la fotocopiadora sobre imágenes fotográficas y poco después empezó a documentarse sobre la subcultura rave. Durante estos años estuvo publicando sus fotografías en las revistas i-D, Tempo, Spex y Prinz. En 1990 se trasladó a Bournemouth para estudiar fotografía y dos años después a Londres. En 1994 se trasladó a Nueva York donde estuvo viviendo un año.
La muerte de su compañero Jochen Klein en 1997 a causa del sida hizo que le dedicara una serie de fotografías como su «última comida o la ventana del hospital». En 1998 estuvo como profesor en la escuela de bellas artes de Hamburgo y en 2003 comenzó a ejercer como profesor en la academia de bellas artes de Frankfort.
En sus exposiciones suele colocar las imágenes sin destacar las obtenidas mediante una cámara fotográfica de la procedente de cualquier otro medio de reproducción como por ejemplo una fotocopiadora. Su primera exposición en España la realizó en 1998 en el Museo Nacional Centro de Arte Reina Sofía. Obtuvo el premio Turner en el 2000. En 2002 dirigió un video del sencillo “Home and dry” para el grupo Pet Shop Boys. En 2009 recibió el premio de cultura de la asociación alemana de fotografía.